# Mellitus
Vous lisez un « bon article » labellisé en 2018.
Mellitus est un prélat chrétien mort le 24 avril 624. Membre de la mission grégorienne envoyée en Angleterre pour convertir les Anglo-Saxons au christianisme, il devient le premier évêque de Londres, puis le troisième archevêque de Cantorbéry.
Arrivé dans le royaume de Kent en 601, avec la deuxième vague de missionnaires, Mellitus est sacré évêque de Londres par l'archevêque Augustin de Cantorbéry en 604 et baptise Sæberht, le roi des Saxons de l'Est. Le pape Grégoire le Grand, commanditaire de la mission, lui écrit pour recommander aux missionnaires de procéder à une conversion graduelle des Anglo-Saxons, en faisant de leurs temples des églises et de leurs sacrifices des fêtes chrétiennes.
Après la mort des protecteurs de la mission grégorienne, les rois Sæberht et Æthelberht de Kent, Mellitus est chassé de Londres vers 617 par les fils païens de Sæberht. Il se réfugie en Francie, puis rentre en Angleterre après la conversion d'Eadbald, le fils et successeur d'Æthelberht. Néanmoins, il ne peut retrouver son siège londonien. Il devient archevêque de Cantorbéry en 619, succédant à Laurent. Après sa mort, cinq ans plus tard, il est vénéré comme saint.

## Biographie

### Origines
Les origines de Mellitus sont inconnues, mais il est probablement natif d'Italie, comme les autres évêques sacrés par Augustin. Dans son Histoire ecclésiastique du peuple anglais, le moine northumbrien Bède le Vénérable décrit Mellitus comme étant « noble de naissance », sans plus de précisions.
Le pape Grégoire le Grand l'appelle « père abbé », et le registre pontifical qui recense les lettres envoyées par les papes précise qu'il est « abbé en Francie ». Néanmoins, il est possible que Mellitus ait été l'abbé d'un monastère à Rome, ou qu'il ait reçu ce titre au moment de la mission, afin de bénéficier d'une autorité accrue.

### Missionnaire

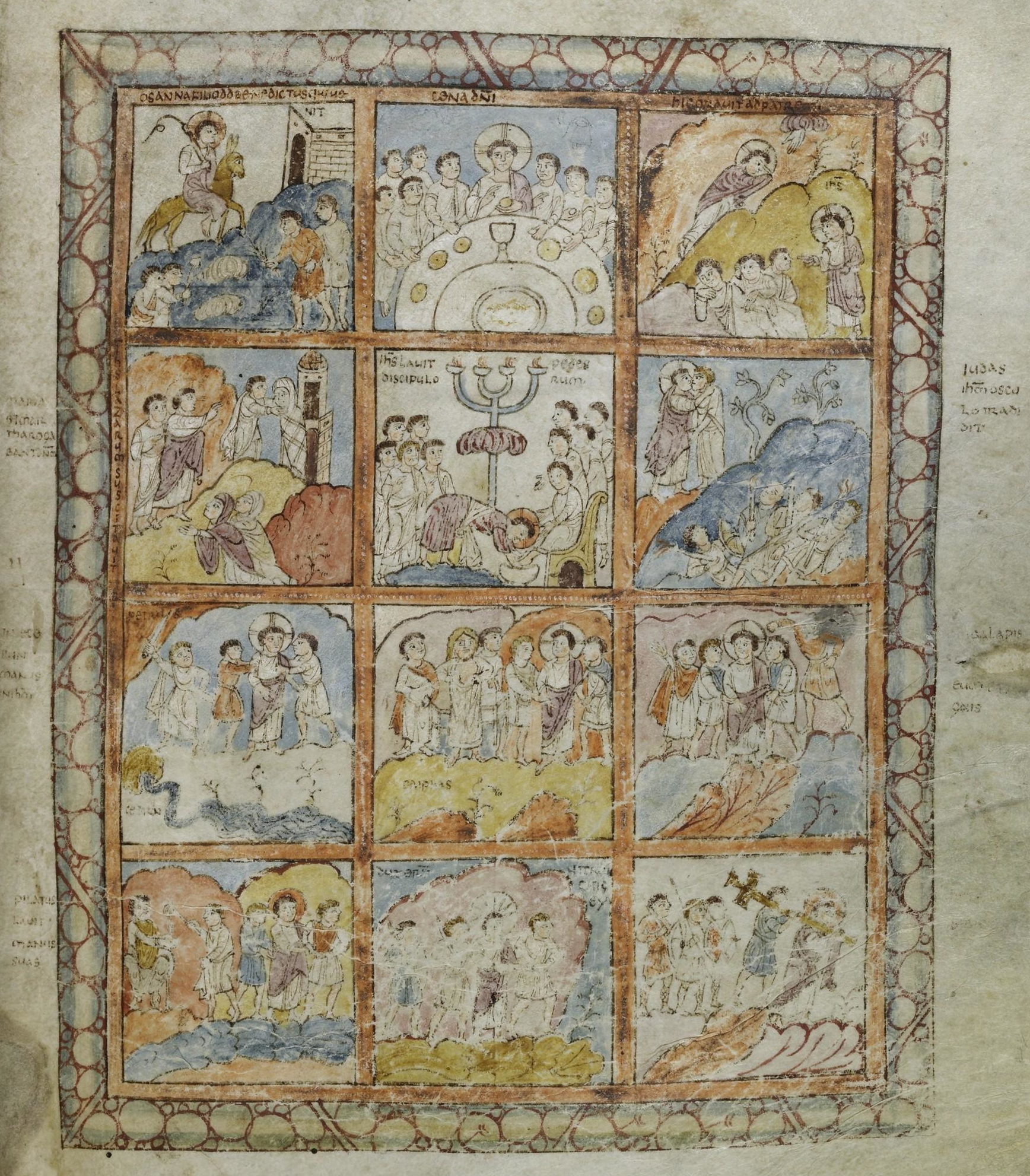
Scènes de la Passion tirées de lÉvangéliaire de saint Augustin, un manuscrit qui pourrait avoir été apporté en Angleterre par Mellitus.

La mission grégorienne, menée par Augustin, arrive dans le royaume de Kent en 597 et parvient rapidement à convertir le roi Æthelberht. Augustin s'adresse au pape Grégoire pour l'informer de ce succès et lui demander des renforts. Une deuxième vague de missionnaires est envoyée par Grégoire en juin 601, menée par Mellitus,. Ils emportent avec eux tous les objets nécessaires au culte et au ministère de l'Église : « vases sacrés, ornements d'autel, ornements d'Églises, vêtements sacerdotaux, et même des reliques d'apôtres et de martyrs, sans compter de nombreux ouvrages ». Au XVe siècle, le chroniqueur Thomas Elmham affirme que plusieurs ouvrages apportés par Mellitus en Angleterre se trouvent toujours à Cantorbéry. L'Évangéliaire de saint Augustin pourrait être l'un d'eux. Mellitus emporte également une lettre du pape à Æthelberht, qu'il incite à suivre l'exemple de Constantin en forçant la conversion de ses sujets et en détruisant les temples païens.
Selon l'historien Ian Wood, Mellitus est vraisemblablement passé par les cités épiscopales de Vienne, Arles, Lyon, Toulon, Marseille, Metz, Paris et Rouen. Il cite pour preuve les lettres adressées par Grégoire à leurs évêques pour leur demander d'apporter leur aide aux missionnaires. Le pape sollicite également l'appui des rois mérovingiens Clotaire II, Thierry II et Thibert II, ainsi que celui de la reine Brunehilde, grand-mère et régente de Thibert et Thierry. Cette intense activité épistolaire vise selon Wood à assurer le plus grand soutien possible à la mission grégorienne.
Durant son voyage, Mellitus reçoit une nouvelle lettre de Grégoire, qui autorise Augustin à convertir les temples païens en églises chrétiennes et à faire des sacrifices païens des fêtes chrétiennes, dans l'idée que cela facilitera la christianisation. Cette lettre, reproduite dans l'Histoire ecclésiastique de Bède, semble contredire la lettre de Grégoire à Æthelberht. Elle marque un changement radical de stratégie, la conversion forcée laissant place à la persuasion. Pour le théologien George Demacopoulos, elle ne contredit pas vraiment la lettre à Æthelberht : le pape cherche à encourager le roi dans le domaine spirituel, mais il s'inscrit dans un registre purement concret lorsqu'il s'adresse à Augustin.

### Évêque de Londres
La date exacte de l'arrivée de Mellitus en Angleterre est inconnue. Il est sacré évêque par Augustin en 604. Sa province correspond au royaume des Saxons de l'Ouest. Mellitus inaugure ainsi la liste des évêques historiques de Londres. Londres occupe une position importante dans le réseau routier du sud de l'Angleterre, ce qui en fait un choix logique pour le siège d'un nouvel évêché. C'est également une ancienne ville romaine, un type de localité où se concentrent particulièrement les efforts des missionnaires grégoriens. Le roi des Saxons de l'Est, Sæberht, n'autorise la fondation de l'évêché qu'après avoir été baptisé par Mellitus. Sæberht est le neveu d'Æthelberht, et sa conversion reflète certainement l'ascendant du Kent sur l'Essex. La fondation de l'église épiscopale de Londres, future cathédrale Saint-Paul, est d'ailleurs attribuée à Æthelberht plutôt qu'à Sæberht.
En février 610, Mellitus assiste à un concile d'évêques réuni en Italie par le pape Boniface IV afin d'harmoniser les pratiques monastiques. Pour Nick Higham, sa présence pourrait avoir eu pour but de signaler l'indépendance de la jeune Église anglaise vis-à-vis de l'épiscopat franc. Outre les décrets du concile, le pape lui confie deux lettres à ramener en Angleterre, une pour le roi Æthelberht et l'autre pour Laurent, le successeur d'Augustin comme archevêque,. Il ne subsiste aucune trace de ce concile, hormis des forgeries réalisées à Cantorbéry dans les années 1060-1070. Durant son épiscopat, Mellitus cosigne également avec l'évêque de Rochester Juste une lettre écrite par l'archevêque Laurent aux évêques irlandais qui exhorte l'Église irlandaise à adopter la méthode romaine pour le calcul de la date de Pâques.
Les rois Sæberht et Æthelberht meurent à peu de temps d'intervalle entre 616 et 618, laissant la mission grégorienne sans protecteur fort. Mellitus est chassé de Londres par les fils païens de Sæberht vers 617,. Bède rapporte qu'ils auraient été furieux que l'évêque refuse de les laisser goûter au pain consacré. Il s'enfuit d'abord à Cantorbéry, mais le successeur d'Æthelberht, Eadbald, est lui aussi païen, si bien que Mellitus et Juste préfèrent quitter la Grande-Bretagne pour se réfugier en Francie. Laurent parvient à convertir Eadbald et rappelle ses évêques à lui. Néanmoins, Mellitus ne peut retrouver son siège londonien, car les Saxons de l'Est restent païens.

### Archevêque de Cantorbéry

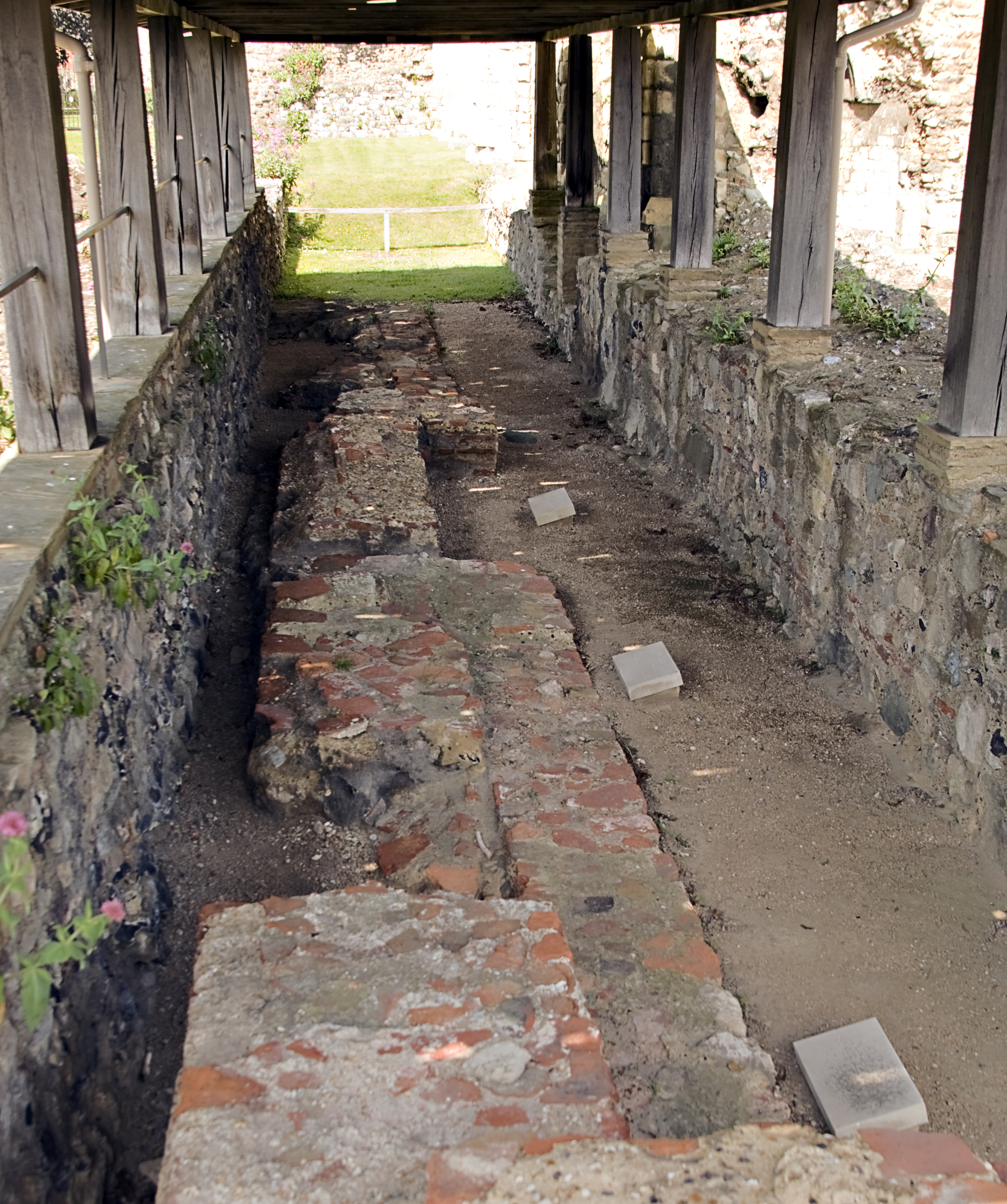
Les tombes des archevêques Mellitus, Juste et Laurent à l'abbaye Saint-Augustin de Cantorbéry.

Après le décès de Laurent en 619, Mellitus lui succède, devenant le troisième archevêque de Cantorbéry. On sait que le pape Boniface V lui a écrit, mais on ignore si sa lettre s'accompagnait d'un pallium, symbole de la charge épiscopale. Bède salue l'esprit vif et la vertu de Mellitus, mais il ne rapporte qu'un seul événement survenu durant son épiscopat. En 623, il aurait miraculeusement détourné un incendie qui frappe la ville de Cantorbéry et menace son église : conduit au sein des flammes, l'archevêque aurait fait changer le vent de direction,.

### Mort et postérité
Mellitus meurt le 24 avril 624. Il est inhumé le jour même à l'abbaye Saint-Pierre-et-Saint-Paul de Cantorbéry. Un culte se développe autour de sa personne, avec une fête le 24 février. Le missel de Stowe la mentionne avec celles de son prédécesseur Laurent et de son successeur Juste. Son culte est également attesté à la cathédrale Saint-Paul de Londres au Moyen Âge, et il est encore vivace dans les années 1120 à l'abbaye Saint-Augustin.
Des hagiographies médiévales de Mellitus existent, la première étant l'œuvre du moine Goscelin qui écrit peu après la conquête normande de l'Angleterre, dans la seconde moitié du XIe siècle. Ces textes n'apportent pas d'informations supplémentaires par rapport à l'Histoire ecclésiastique du peuple anglais concernant la vie de l'archevêque, mais Goscelin souligne que les malades de la goutte sont invités à prier sur la tombe de Mellitus, qui souffrait de cette maladie d'après Bède. Cette tombe se trouvait à l'époque de Goscelin dans la chapelle axiale du presbytère, près de celles d'Augustin et de Laurent.